# Семейство Касагранде
„Семейство Касагранде“ (на английски: The Casagrandes) е американски анимационен сериал, разработен от Майкъл Рубинър и Мигел Пуга, в който се излъчва по „Никелодеон“ на 14 октомври 2019 г. и е спиноф на „Къщата на Шумникови“, в който следва приключенията на Рони Ан, и нейният брат Боби Сантяго, и тяхното семейство, който живее в измисления град Грейт Лейкс.
Сериалът е подновен за трети сезон, който се излъчва премиерно на 17 септември 2021 г. Последният епизод е излъчен на 30 септември 2022 г.

## Сюжет
Анимационният сериал „Семейство Касагранде“ разказва историята на весело момиче на име Рони Ан, най-добрата приятелка на Линкълн Шумников и нейния по-голям брат Боби Сантяго, гаджето на Лори Шумникова. Рони Ан, Боби и семейството им се преместват в големия град Грейт Лийкс, където ще трябва да се установят, да започнат собствен бизнес и да намерят нови приятели. Свиквайки с живота на ново място, членовете на семейство Сантяго ще се сблъскат с редица ситуации, от които могат да излязат само заедно.

## Герои
- Рони Ан Сантяго – Изабела Алварез[3]
- Боби Сантяго – Карлос ПенаВега[3]
- Мария Касагранде-Сантяго – Сумалий Монтано
- Роза Касагранде – Сония Манзано[4]
- Хектор Касагранде – Рубен Гарфиас[4]
- Карлос Касагранде/Серхио – Карлос Алазраки[5][4]
- Фрида-Пуга Касагранде – Роксана Ортега[4]
- Карлота Касагранде – Алекса ПенаВега[5][4]
- Карлос „Си Джей“ Касагранде – Джаред Козак[4]
- Карлино „Карл“ Касангранде – Алекс Казарес[4]
- Карлитос Касагранде – Роксана Ортега (до шести епизод)[6]/Кристина Милиция (от седми епизод)[7]
- Лало – Дий Брадли Бейкър (звукови ефекти)
- Д-р Артуро Сантяго – Еухенио Дербес[3]
- Г-н Станли Чанг – Кен Джонг[3]
- Г-жа Бека Чанг – Мелиса Джоун Харт[3]
- Сид Чанг – Лий Мей Голд[3]
- Аделаид Чанг – Лекси Секстън[3]

## Продукция
На 6 март 2018 г., става ясно, че Nickelodeon разработва спиноф на „Къщата на Шумникови“ под работното заглавие „Лос Касаграндес“. На 2 юли 2018 г. е обявено, че Nickelodeon е поръчал комедийния сериал с поръчка от 20 епизода. На 14 февруари 2019 г. е обявено, че премиерата на сериала ще се излъчи през октомври 2019 г.
На 7 май 2019 г. става ясно, че Еухенио Дербес, Кен Джонг, Мелиса Джоун Харт, Лий Мей Голд и Лекси Секстън са се присъединили към актьорския състав. Майк Рубинър служи като изпълнителен продуцент, докато Карън Малаш служи като продуцент. На 4 септември 2019 г. е съобщено, че сериалът ще се излъчи премиерно на 14 октомври 2019 г. Сериалът е продуциран по Nickelodeon.
На 19 февруари 2020 г. става ясно, че сериалът е подновен за втори сезон от 20 епизода, в който е излъчен премиерно на 9 октомври 2020 г. На 24 септември 2020 г. става ясно, че сериалът е подновен за трети сезон.

## В България
В България сериалът започва излъчване по локалната версия на „Никелодеон“ на 30 март 2020 г., както и по „Никтуунс“. Преведен е като „Семейство Касаграндови“ в интрото.
На 9 май 2025 г. сериалът е достъпен в стрийминг платформата „Войо“.

### Нахсинхронен дублаж
| Роля                     | Изпълнител                                                        |
| ------------------------ | ----------------------------------------------------------------- |
| Рони Ан Сантяго          | Бернарда Береану-Мелев                                            |
| Боби Сантяго             | Сотир Мелев                                                       |
| Серхио                   | Сотир Мелев                                                       |
| Мария Сантяго            | Михаела Тюлева                                                    |
| Роза Касагранде          | Цветослава Симеонова                                              |
| Ектор Касагранде         | Станислав Пищалов                                                 |
| Фрида Касагранде         | Ивет Лазарова-Торосян                                             |
| Карлос Касагранде        | Виктор Иванов                                                     |
| Карлота Касагранде       | Августина-Калина Петкова Бернарда Береану-Мелев (няколко епизода) |
| Карлос Касагранде младши | Симеон Дамянов                                                    |
| Карлино Касагранде       | Евгения Ангелова                                                  |
| Вито                     | Николай Пърлев                                                    |
| Сид Чанг                 | Златина Тасева (в първите епизоди) Малена Шишкова                 |
| Аделаид Чанг             | Ива Стоянова                                                      |
| Стенли Чанг              | Виктор Иванов Борис Кашев                                         |
| Линкълн Шумников         | Кристиян Върбановски                                              |
| Клайд Макбрайд           | Ангелина Русева                                                   |
| Други гласове            | Лазара Златарева Марио Иванов                                     |

| Обработка           | студио „Про Филмс“ |
| ------------------- | ------------------ |
| Режисьор на дублажа | Сотир Мелев        |
| Тонрежисьор         | Марио Иванов       |